# Agustí Dalmau i Font
Agustí Dalmau i Font (Ripoll, 1969) és un arxiver, historiador i divulgador català.
El 1996 era arxiver de vuit ajuntaments del Ripollès i Osona (Ripoll, Ogassa, Campelles, Llanars, Setcases, Vilallonga de Ter, Sant Pere de Torelló, Santa Eugènia de Berga), el Centre Filatèlic, el Centre d'Estudis i el Centre Martí i Pol. És un dels estudiosos i divulgadors de Ripoll i el Ripollès més prolífics, amb una dotzena d'obres. És llicenciat en geografia i història per la Universitat de Barcelona (1992). Deixeble d'Eudald Graells i Puig col·laborà en les tasques d'ordenació del fons documental de l'Arxiu - Museu de Ripoll entre el 1985 i el 1993. Entre el 2001 i el 2007 treballà a l'Arxiu Comarcal del Ripollès. Entre el 1995 i el 2003 va tenir cura del fons documental del poeta Miquel Martí i Pol. Actualment és l'arxiver i historiador de l'Ajuntament de Ripoll, i és el responsable de diversos arxius municipals del Ripollès i de l'arxiu de l'Associació Catalana de Municipis (ACM). Ha publicat més de 250 articles referents al Ripollès, i especialment a Ripoll. Ha estat articulista del periòdic El 9 Nou (2007-2009) i actualment ho és de la revista La Tira.